# Судова Вишня (станція)
Судо́ва Ви́шня — проміжна залізнична станція Львівської дирекції Львівської залізниці на електрифікованій  лінії Львів — Мостиська II між зупинним пунктом Родатичі (9 км) та станцією Мостиська I (20 км). Розташована в однойменному місті Яворівського району Львівської області.

## Історія
Станція відкрита 4 листопада 1861 року, одночасно з відкриттям руху поїздів першою Галицькою залізницею Львів — Перемишль.
У 1972 році станція електрифікована постійним струмом (=3 кВ) в складі дільниці Львів — Мостиська II.

## Пасажирське сполучення
На станції Судова Вишня зупиняються приміські електропоїзди сполученням Львів — Мостиська II.